# Saint George's
|  | Per a altres significats, vegeu «Saint-Georges». |

Saint George's és la capital de Grenada. Exporta principalment cacau, nou moscada i macís, una espècia derivada de la nou moscada. La ciutat està situada a la costa sud-oest de l’illa, en la petita península de Point Salines, amb una badia exterior poc profunda, la platja de Grande Anse Beach i un port interior profund i sense sortida al mar. Saint George's fou la capital de l'antiga colònia britànica de les illes de Sobrevent o Windward Islands. A la ciutat està el Maurice Bishop International Airport i la St. George's University.

## Demografia
És la ciutat més poblada de l'illa, el 1999 tenia 7.500 habitants, i en 2011 tenia 38.249 persones

## Història
St. George's va ser fundada pels francesos el 1650 quan Grenada va ser comprada als anglesos per una companyia fundada pel cardenal Richelieu va ser colonitzada per Jacques Dyel du Parquet, el governador de Martinica i amb una sèrie d’escaramusses que van exterminar pràcticament la població carib de l’illa. El 1666, els colons francesos van construir una fortificació de fusta en un promontori amb vistes al port natural de Granada que van anomenar Fort Royale, i el 1706 es van iniciar els treballs en un nou fort de traça italiana al mateix lloc, amb quatre bastions de pedra, dissenyat per Jean de Giou de Caylus, l'enginyer en cap de les Antilles Franceses, que es va acabar el 1710.
L'assentament colonial original anomenat Saint Louis, a l'extrem oriental del port era inundable va ser inundable i afectat per la malària, de manera que es va construir una nova ciutat anomenada Ville de Fort Royal. Quan l'illa va ser cedida a Gran Bretanya pel Tractat de París de 1763, la nova administració va canviar el nom a Saint George's Town, pel patró d'Anglaterra, i Fort Royal va passar a anomenar-se Fort George, en honor del rei Jordi III. La vila patí tres incendis en 1771, 1775 i 1776, cremant molts dels edificis de fusta, i es va haver de legislar en 1776 que els edificis s'haurien de fer de maó. La illa va passar a domini francès en 1779 i fou restablert el domini britànic pel Tractat de Versalles de 1783.
En 1833 les Illes de Sobrevent es van convertir en una unió formal anomenada Colònia de les Illes de Sobrevent. Després que Barbados formés una colònia independent en 1885, St. George's va passar a convertir-se en la capital de la Colònia de les Illes de Sobrevent, i amb la independència de l'illa en 1974, del nou estat.
En 2004 l'illa fou devastada per l'Huracà Ivan, el més potent de la dècada, amb el 90% dels habitatges de l'illa malmesos i una dotzena de persones mortes.

## Cultura
El Carnaval té lloc la segona setmana d'agost. Aquesta festa celebra l'emancipació dels esclaus. Les celebracions del diumenge a la nit continuen fins a primera hora del matí del dilluns. Dilluns se celebra un certamen de carnaval a l'escenari del Queen's Park, on es jutgen les disfresses, els temes i les reines calipso. Dimarts, Saint George vibra al son de les bandes d'acer de calypso mentre desfilen pels carrers.

## Clima
Saint George té un clima de selva tropical humida, amb una estació humida (de juny a novembre) i una estació notablement més seca (desembre a maig). No obstant això, com que la ciutat no té un veritable mes d'estació seca, un mes on hi ha menys de 60 mm de precipitació, es troba en aquesta categoria climàtica. St. George's veu freqüents tempestes i huracans ocasionals de l'est, mentre que l'hivern és marginalment més fresc i una mica més sec. La sensació de calor s'agreuja amb els forts raigs UV equatorials i la gran humitat durant tot l'any.

## Espècies

### Nou moscada i macis
La nou moscada i la macis provenen del fruit de l'aromàtic Arbre de la nou moscada (Myristica fragrans). L'arbre es va introduir el 3 de març de 1967 a l'illa de les espècies. La nou moscada és un arbre perenne amb fulles de color verd fosc i petites flors grogues, i creix fins a 12 metres d'alçada. Comença a donar els seus fruits al cap de set o vuit anys i continua fent-ho fins a 40 anys. El fruit sembla un albercoc i quan està madur, s'obre per revelar una llavor de la mida d'una nou. Les cobertures de les llavors són tires d'encaix, vermell-taronja, que es transformen en pols de macis; la llavor mateixa es tritura en pols de nou moscada. S'utilitza àmpliament per cuinar per millorar el sabor de pastissos, sopes, postres, begudes i salses.

### Canyella
Prové de l'escorça interna de l'arbre de canyella (Cinnamonum verum). Sencer o mòlt, és una espècia domèstica popular a nivell internacional. S'utilitza per aromatitzar begudes i pastissos.

### Clau d'olor
Aquest brot de flors aromatitzades seques, sencers o mòlts (Syzygium aromaticum) s'utilitza a casa per condimentar pernils, embotits, carns, pastissos de carn picada, peix, conserves de tortuga i escabetx.

### Canya de sucre
De juny a desembre, els esqueixos de la part superior de la canya es col·loquen en forats d'uns cinc polzades de profunditat per cinc peus quadrats i després es cobreixen amb terra. A mesura que la canya creix més alta, s'utilitza adob. Entre la sembra i la collita, es conreen plàtans, blat de moro, pèsols, patates i altres conreus. De gener a maig, la canya madura es talla i es lliura al molí per a ser mòlta. Bullir i clarificar el suc de canya és la següent operació. El suc es cola després de triturar i després es porta al coure clarificador per bullir. (El carbó de llenya és la principal font de combustible). S'afegeix calç per accelerar l'operació. El sucre líquid es posa a la nevera durant unes 14 hores. A continuació, s'escorre la melassa i es porta a l'alambic per convertir-la en rom.

## Llocs principals

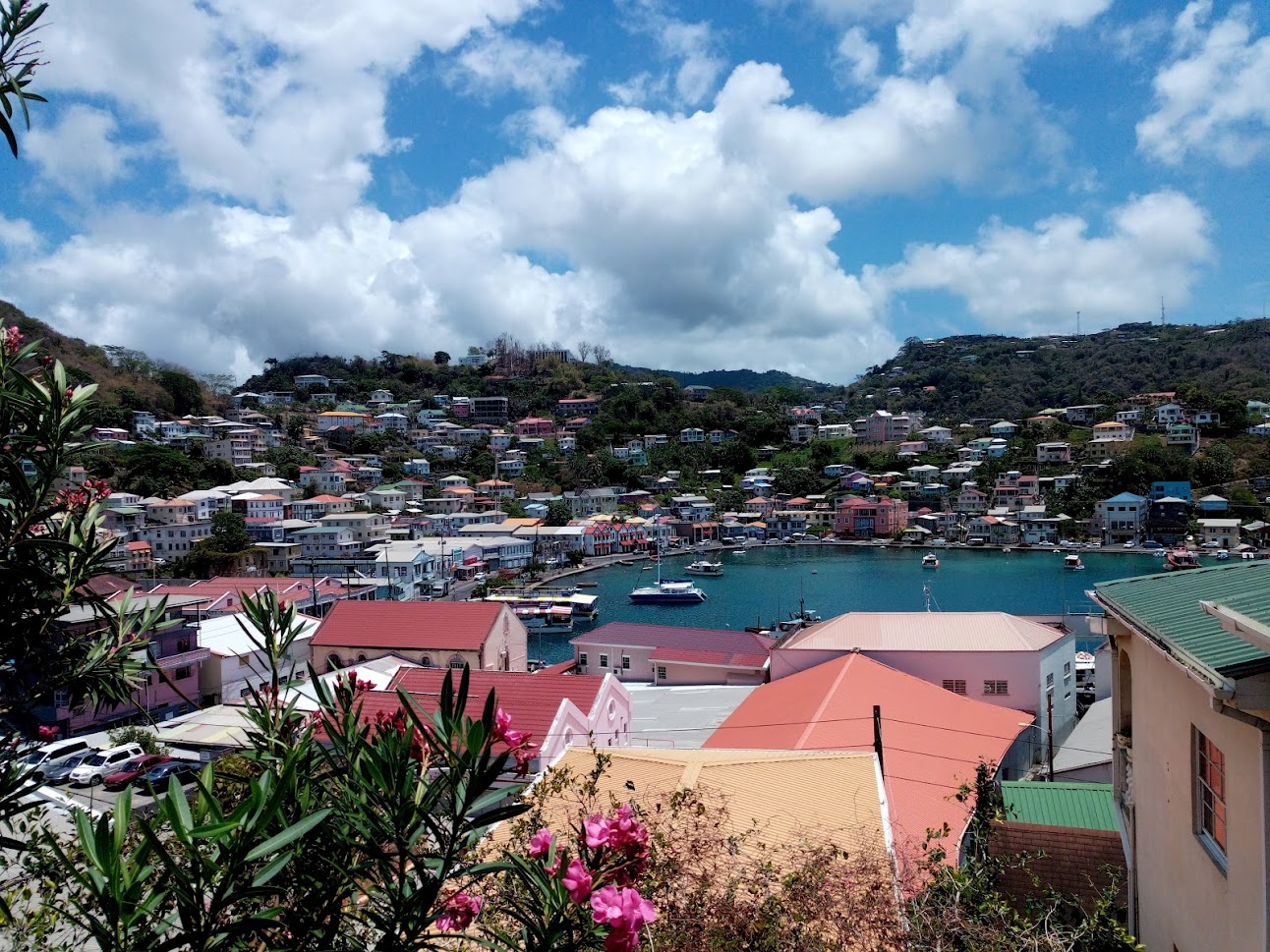
El Carenage.

### Cascades de Santa Margarida
Anomenat així perquè passa per set de les cascades de muntanya de Grand Etang, que estan enclavades a la vegetació maragda de la selva tropical. El camí dura unes tres hores, fins i tot per a excursionistes experimentats.

### Catedral catòlica romana
La Catedral catòlica és un temple que funciona com la seu de la Diòcesi catòlica de Saint George (Dioecesis Sancti Georgii). L'edifici se situa a la part alta d'un pujol amb vista al port, i és un dels símbols més importants de la ciutat. En el lloc on es troba ara va existir anteriorment una petita capella acabada el 1804 i dedicada a Santiago. La torre gòtica de la catedral data de 1818. La catedral es va acabar completament en 1884. L'interior de l'església està pintat amb colors vius.

### Església anglicana

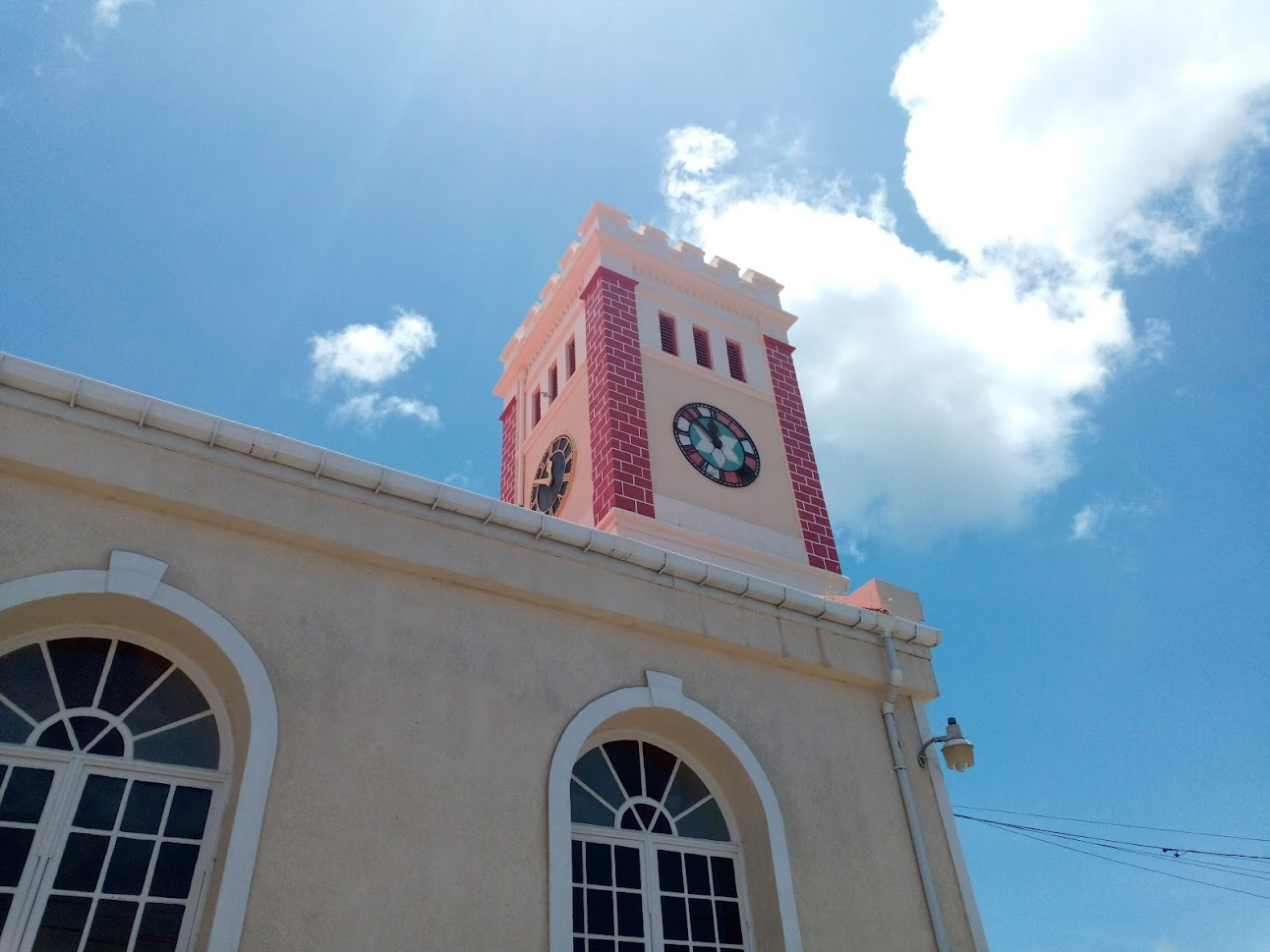
Església anglicana reconstruïda el 2019.

Església anglicana de St. George es va construir el 1825, i més tard es va afegir un rellotge el 1904 que sona les campanades de Westminster a l'hora. L'església va quedar en ruïna durant una dècada després dels greus danys causats per l'huracà Ivan el 2004, quan va continuar sent utilitzada de manera informal pels locals tant per a la pregària com per a les classes escolars. Després de diversos anys de treballs de reconstrucció des de mitjans de la dècada de 2010, l'edifici va tornar a la seva funció d'església.

### Fort George
Fort George, construït pels francesos entre 1706 i 1710 com Fort Royale per l'arquitecte militar francès General M. de Caillus, és avui la seu de la Real Policia de Granada. En 1763 els anglesos li van canviar el nom a Fort George. Després que els francesos van assaltar Fort William en 1779, van disparar contra Fort George des d'allí i van recuperar la possessió de l'illa, la instal·lació es va expandir i va expandir considerablement. Es van volar grans cambres en les roques que sobresurten 50 m de la mar, que van servir com a dipòsits de pols i de 400.000 litres d'aigua. Algunes parts del fort es poden visitar els caps de setmana i ofereixen una molt bona vista de les teulades de St. George. Després del cop de 1979, va passar a dir-se Fort Rupert, en honor al pare de Maurice Bishop, però des de llavors ha recuperat el seu nom original.
Molts dels edificis són actualment utilitzats per la policia. Una de les sales s'ha convertit en gimnàs i una altra en una mena de sala de costura. Bona part del fort encara està intacte i obert als visitants. No obstant això, els edificis estan molt deteriorats, a causa d'una combinació de danys i negligències de l'huracà, i hi ha poca o cap informació dins del propi fort. Hi ha una bona vista des dels merlets. Hi ha una tarifa de 2,00 $ per persona per visitar el Fort.

### Museu Nacional de Grenada
El Museu Nacional de Grenada es troba a les casernes franceses, que daten del 1704, i que després van servir de presó. L'edifici també va ser utilitzat com el primer hotel de l'illa. El museu mostra una varietat d'articles històrics, com ara artefactes caribes i arawaks, màquines i equips per a processar sucre, articles de la indústria de la caça de balenes i el bany de marbre de Josephine Bonaparte.

### Hospital
L'hospital també està situat en el pujol de Fort George. L'edifici original estava en el costat oest. El nou edifici es va traslladar al costat sud. Les parts més antigues de l'edifici del pujol van ser construïdes pels anglesos en 1778 com a residència del governador i com a sala de reunions de l'Assemblea Legislativa, després que s'incendiessin en 1775. Cap a 1780, els ocupants francesos van construir edificis addicionals per als soldats de l'adjacent Fort George. Quan les tropes britàniques van abandonar aquesta base en 1854, es va construir l'hospital colonial. L'any 2000 es va començar amb el nou edifici, que s'estén per tot el vessant sud-est fins a la mar. La Vila Marina també es troba en el recinte de l'hospital. Es va construir després de 1790 com a residència dels oficials de la Real Artilleria. En 1804 es va convertir en una infermeria per a oficials, i en 1880 va ser la residència del comandant de l'illa. Més tard, el cap de policia es va traslladar a la casa, i avui dia la utilitza el Ministeri de Sanitat com a Departament d'Habitatge.

### Altres llocs
- Estadi Nacional de Cricket

- Mercat de productes frescos de St. Georges

- Platja Grande Anse, centres comercials, hotels

- Aeroport internacional Maurice Bishop (Point(e) Saline)

- L'edifici del Parlament, també conegut com a York House, acull la Cambra de Representants, el Senat i la Cort Suprema

- Residència del Governador General, oficines governamentals

- Complex Fort Frederick
- Wharf Roaf

## Persones notables
- Uriah Butler (1897–1977), polític, líder obrer i predicador
- Keith Claudius Mitchell (nascut el 1946), polític, primer ministre de Granada
- Jennifer Hosten (* 1947), diplomàtica, emprenedora i autora
- Shalrie Joseph (nascut el 1978), jugador de futbol
- Tesha Harry (nascuda el 1981), jugadora de voleibol
- Kurt Felix (* 1988), decatleta
- Kirani James (* 1992), atleta de pista i camp
- Bralon Taplin (nascut el 1992), velocista
- Lindon Victor (* 1993), decatleta